# Op de Rails
Op de Rails is een maandelijks tijdschrift dat uitgegeven wordt door de Nederlandse Vereniging van Belangstellenden in het Spoor- en tramwegwezen (NVBS). Het verscheen voor het eerst in 1931, eerst nog onder naam "Orgaan van de NVBS", vanaf 1932 tot 1947 als "NVBS Maandblad". Het blad geeft zijn lezers informatie over allerlei aspecten van de spoor- en tramwegen.
Op de Rails bevat railnieuws en achtergrondartikelen over actuele en historische onderwerpen over spoor- en tramwegen in Nederland en de rest van de wereld. Jaarlijks verschijnt een themanummer (meestal) gewijd aan het railvervoer in een stad of land. Verder bevat het nieuws over de NVBS en aankondigingen en recensies van nieuwe boeken of dvd's.
Op de Rails verschijnt twaalfmaal per jaar en heeft sinds 2008 een omvang van 48 of 56 pagina's (voorheen 40 pagina's). Het abonnement is verbonden aan het lidmaatschap van de NVBS.
Op 13 maart 2014 verscheen het duizendste nummer van Op de Rails.